# RFK Akhmat Grozni
El RFK Akhmat Grozni (en rus: Республика́нский футбо́льный клуб «Ахма́т» Гр́озный), és el club de futbol més important de Txetxènia, amb seu a la seva capital Grozni.

## Història
Fundat el 1946 com a Dynamo, s'anomenà més tard Neftyanik (1948), i finalment Terek (1958). El seu actual president és Ramzan Kadírov. Durant la dècada dels noranta, el club va desaparèixer en diferents moments, i de fet no va participar en les competicions russes de futbol durant les dues guerres txetxenes. L'any 2004 l'equip va guanyar la Copa Russa i la lliga de segona divisió, classificant-se per a jugar l'any següent la Copa de la UEFA, on va ser eliminat en la primera eliminatòria. La conflictiva situació de Txetxènia fa que en l'actualitat l'equip jugui els seus partits com a local a la ciutat de Piatigorsk, al krai de Stàvropol. En competició europea ha disputat els partits a Moscou. Abans de l'inici de la temporada 2008, la Unió Russa de Futbol li ha garantit poder jugar els partits de casa a la seva ciutat.
El 7 de juny de 2017, canvià el nom FK Terek a RFK Akhmat, en honor d'Akhmad Kadírov, antic president txetxè.

## Palmarès
- Copa de Rússia (1): 2004.